# Kakushigoto
Kakushigoto (かくしごと) é um mangá de comédia japonês de Kōji Kumeta. Foi serializado na revista de mangá shōnen da Kodansha, Monthly Shōnen Magazine, desde dezembro de 2015, compilado em onze volumes tankōbon. Uma adaptação em anime da Ajia-do Animation Works foi transmitida em 2 de abril de 2020.

## Enredo
Kakushi Goto desenha mangás ecchi para viver; preocupado que o fato afastaria sua filha Hime dele, ele jura que nunca vai revelar.

## Personagens

### Família Gotō
Kakushi Gotō (後藤 可久士, Gotō Kakushi)
Voz de: Hiroshi Kamiya (PV animado, anime)
Kakushi é um mangaká que dirige sua própria empresa, a G-PRO. Sendo que seu trabalho principal envolve ecchi, ele está determinado a manter sua carreira de mangaká em segredo de sua filha, Hime. Kakushi é um pai solteiro, sua esposa desapareceu em um acidente na costa do Japão. Seu nome é um trocadilho com uma das palavras japonesas para 'segredo' (かくしごと, kakushigoto). No presente, ele está em coma há um ano após sofrer um acidente em seu trabalho no depósito.
Hime Gotō (後藤 姫, Gotō Hime)
Voz de: Chika Anzai (PV animado), Rie Takahashi (anime)
Hime é uma alegre estudante do ensino fundamental de dez anos e filha de Kakushi. Ela também é retratada como uma estudante de ensino médio de dezoito anos em segmentos de flash-forward, que sabe do segredo de seu pai e está esperando que ele acorde do coma. O nome dela é um trocadilho com uma das palavras japonesas para 'segredo' (ひめゴト, himegoto).

### G-PRO
Aogu Shiji (志治 仰, Shiji Aogu)
Voz de: Taku Yashiro (anime)
Aogu é o assistente-chefe de Kakushi no G-PRO. Ele frequentemente requer instruções de outras pessoas, e seu nome é uma referência a esse fato (shiji wo aoku, 'peça instruções').
Rasuna Sumita (墨田 羅砂, Sumita Rasuna)
Voz de: Kiyono Yasuno (anime)
Rasuna é assistente do G-PRO. Seu nome vem da frase não derrame tinta! (すみたらすな！, sumi tarasu na!)
Ami Kakei (筧 亜美, Kakei Ami)
Voz de: Ayane Sakura (anime)
Ami é assistente do G-PRO. Ela geralmente tem uma atitude neutra e desinteressada; ela também guarda segredos, como seu pseudônimo mangaká. O seu nome é uma referência para o kakeiami (カケアミ) estilo de tracejado cruzado.
Kakeru Keshi (芥子 駆, Keshi Kakeru)
Voz de: Ayumu Murase (anime)
Kakeru é o mais novo assistente do G-PRO; seu dever principal é apagar erros nos manuscritos do mangá. Seu nome é uma referência à sua necessidade de incentivo constante (嗾ける, keshikakeru) para estar motivado.
Satsuki Tomaruin (十丸院 五月, Tomaruin Satsuki)
Voz de: Natsuki Hanae (anime)
Tomaruin é o sofredor editor da Weekly Shōnen Magazine, responsável pela ligação com a empresa G-PRO. Ele repetidamente deixa materiais de mangá na casa de Goto, ameaçando revelar o segredo de Kakushi para sua filha. Ele é considerado um idiota e, em um episódio, confundido com um pervertido; no entanto, ele geralmente tem boas intenções. Seu nome é uma referência à frase tomaru insatsuki (pare as prensas).

### Outros personagens
Nadila (ナディラ Nadira?)
Voz de: Emiri Katou
Nadila é uma trabalhadora migrante da indonésia que ocasionalmente vem para limpar a casa de Goto. Ela ensina Hime a cozinhar comida indonésia, confundindo o pai. Em outro segmento, Tomaruin a confunde com um dukun.
Kairi Imashigata (Imashigata Kairi)
Voz de: Akio Ôtsuka
Imashigata é o sogro rico de Kakushi, que tem estado em desacordo com ele desde que sua filha faleceu. Porém, é demonstrado que ele ainda se preocupa com Hime, chegando a comprar um piano de cauda para ela quando ela quiser praticar.

## Mídia

### Mangá
Kakushigoto foi escrito e ilustrado por Kōji Kumeta. O mangá começou a ser serializado na revista Monthly Shōnen em 5 de dezembro de 2015. Em março de 2020, foi anunciado que o mangá seria finalizado em seu 12.º volume tankōbon. O mangá terminou em 6 de julho de 2020.
Em março de 2020, a Kodansha USA anunciou a aquisição do mangá para um lançamento digital em inglês, com o primeiro volume sendo lançado em 17 de março de 2020.

### Anime
Uma adaptação para anime foi anunciada no décimo volume do mangá em 15 de novembro de 2019. A animação foi feita pela Ajia-do Animation Works e dirigida por Yūta Murano, com Takashi Aoshima responsável pela composição, Shuuhei Yamamoto do design de personagens e Yukari Hashimoto da trilha sonora. Ele foi ao ar de 2 de abril a 18 de junho de 2020 no BS-NTV, AT-X, Tokyo MX e SUN. O tema de abertura é "Chiisana Hibi" (ちいさな日々), de Flumpool, enquanto o tema de encerramento é a canção de 1981 de Eiichi Ohtaki "Kimi wa Tennen Shoku" (君は天然色).
A Funimation adquiriu a série e irá transmiti-la no FunimationNow, AnimeLab e Wakanim, bem como produzir uma dublagem em inglês.
O primeiro volume de Blu-ray e DVD conterá um mangá bônus de doze páginas recém-desenhado pelo autor.